# Gisele Alessandra
Gisele Alessandra Szmidt e Silva é a primeira advogada transgênero no Brasil a fazer uma sustentação no plenário do Supremo Tribunal Federal. , sendo a primeira pessoa trans no mundo a subir na Tribuna de Uma Suprema Corte para defender uma ação. Em sua sustentação, em junho de 2017, arguiu   que não deveria haver processo judicial para que as pessoas trans brasileiras retificassem seu prenome e gênero, no registro de nascimento,  devendo ser feito por via notarial (cartórios). Esta alteração de registro civil exigia, até então, processo  judicial. Sendo um grande entrave para garantir a dignidade das pessoas trans,  pelo uso imprevisível de critérios arbitrários para a validação da trangeneridade pelo poder judiciário (em destaque a realização, ou não, da cirurgia de redesignação sexual) e a consequente legitimação da retificação civil solicitada.

## Biografia
Gisele nasceu em Porto Alegre, mas cresceu em Curitiba é descendente de poloneses, sendo a primeira geração de brasileiros,  em uma família conservadora evangélica fundamentalista, teve muita dificuldade de assumir que não se adequava ao universo masculino. Mesmo entendendo que é mulher, o confronto com a família seria eminente caso tentasse transicionar de gênero.
Além de sofrer com o preconceito em casa, na escola chegou a ser apedrejada pela sua expressão de gênero mais feminina. Considerou desistir de estudar em vários momento — e até ficou um tempo sem estudar ao terminar o ensino médio. Mas sempre almejou uma profissão, então nunca abandonou a educação. Aos 12 anos, com as muitas repressões, tentou suicídio. Atualmente, considera que uma educação que abranja a diversidade de gênero e sexualidade nas escolas pode tornar a vivência de pessoas transgênero e travestis possível nestes ambientes.
Ela afirma que o ápice da sua transição foi o momento irreversível em que colocou prótese nos seios. A partir disso, teve uma completa rejeição por parte da família. Chegou a não ter onde morar já que seus familiares propuseram ação de reintegração de posse no imóvel em que morava, assim sem trabalho, enlutada pela morte de sua mãe, fez valer seu curso de Direito.

Após se formar em Direito, em 2010, fez exame da Ordem dos Advogados do Brasil e atua como advogada criminalista. 